# Herb gminy Hukvaldy

Herb gminy Hukvaldy

Herb gminy Hukvaldy łączy elementy związane z historią miejscowości oraz z postacią najsławniejszej osoby z nią związanej - Leoša Janáčka.
Dolna część herbu nawiązuje do herbu arcybiskupstwa ołomunieckiego - Hukvaldy należały w przeszłości do biskupów i arcybiskupów ołomunieckich wraz z zamkiem i okolicznymi miejscowościami. Niebieska lutnia nawiązuje do postaci Janáčka (na terenie wsi znajduje się fontanna w kształcie lutni), natomiast postać lisa do jednej z oper kompozytora - Příhody lišky Bystroušky (pomnik lisicy znajduje się na jednej ze ścieżek dydaktycznych gminy).